# GVmanager
Der GVmanager (GV=Gemeinschaftsverpflegung) ist eine Branchenfachzeitschrift für Führungskräfte in der Großgastronomie und Gemeinschaftsverpflegung. Das Fachmagazin erscheint seit 1949 und wurde als „Beschaffungsdienst für Großverbraucher“ gegründet. Den aktuellen Titel trägt das Magazin, das zweimal umbenannt wurde, seit 1991.

## Zielgruppe
GVmanager richtet sich an Verpflegungsverantwortliche in Betriebsrestaurants, Senioren- und Pflegeeinrichtungen, Krankenhäusern, Vorsorge- und Reha-Einrichtungen, Mensen, Studentenwerken, an Entscheider aus Zentral-, Anstalts- und Sozialküchen sowie von Cateringunternehmen.

## Erscheinungsweise
GVmanager erscheint 10-mal jährlich in einer Auflage von rund 12.000 Exemplaren. Herausgeber ist die Verlagsniederlassung München der B&L MedienGesellschaft mbH & Co. KG Hilden. Weitere Fachtitel, die dieser Verlagsniederlassung entstammen, sind die gastronomischen Fachmagazine first class, 24 Stunden Gastlichkeit, Schulverpflegung, deren thematische Sonderpublikationen TrinkTime, Kaffee & Co., technik update sowie Marken, Macher und mehr und die Fachtitel im Bereich Fleisch- und Lebensmittelverarbeitung Fleischer-Handwerk, Fleischerei Technik und Ftec. Als B2B-Magazine werden in München die genießen & reisen und Backkult produziert.

## Historie
Der Krankenhausdirektor i. R. Hermann Böcking erhielt 1949 eine Verlegerlizenz für den „Beschaffungsdienst für Großverbraucher“, den heutigen GVmanager: Krankenhausdirektor Hermann Böcking engagierte sich bereits in den Zwanzigerjahren für die Volksernährung über Großküchen. Im Oktober 1937 war er maßgeblich an der Konzeption der ersten Internationalen Kochkunstausstellung (IKA) in Frankfurt beteiligt. Die von ihm verlegte „Großküche“ vereinigte sich 1938 mit der amtlichen „Gemeinschaftsverpflegung“ – Gleichschaltung der Presse. Kriegsbedingt vorübergehend gebremst, nahm Böcking 1949 sein Lebenswerk wieder auf und erhielt eine Verlegerlizenz. 1955 zählte der „Beschaffungsdienst für Großverbraucher“ über 5.000 Leser. 1960 trat Hermann Böcking als Verleger zurück.
1970 wurde das Magazin an den Thalhammer Verlag verkauft und in „GV Großverbraucher, die große Spezialzeitschrift für den NHV-Bereich“ umbenannt. 1983 übernahm Annemarie Heinrichsdobler die Leitung als Chefredakteurin. Im Jahr 1986 wurde dann der Verlag Neuer Merkur neuer Herausgeber.
1991 wurde der GV GROSSVERBRAUCHER in GVmanager umbenannt. 2001 wurde der GVmanager Teil der B&L Medien Gesellschaft, ein Verlagshaus mit Stammsitz in Hilden und neuer Verlagsniederlassung in München.